# Бордельер, Франциск Берланд
Франциск Берланд де ла Бордельер (François Berland de la Bordelière) — почётный профессор (Professeur honoraire) французского языка в Московском университете.

## Биография
Ф. Б. де ла Бордельер в Московском университете пришёл на место профессора И. Г. де Сен-Никола в 1772 году и оставил его в 1773 году. На лекциях он читал со студентами статьи из современных газет, дополняя их историческими и географическими заметками. В преподавании обращал особенное внимание на естественные науки. Намеревался издавать еженедельный листок, который заключал бы в себе всё прочитанное им в течение недели, для студентов и преподавателей, но не исполнил своего намерения. На французской кафедре его сменил профессор Жан-Жак-Стефан Бодуэн (1773).
Ф. Б. де ла Бордельер произнёс похвальное слово императрице Екатерине II в торжественном собрании университета (1772).